# Nils Herlitz

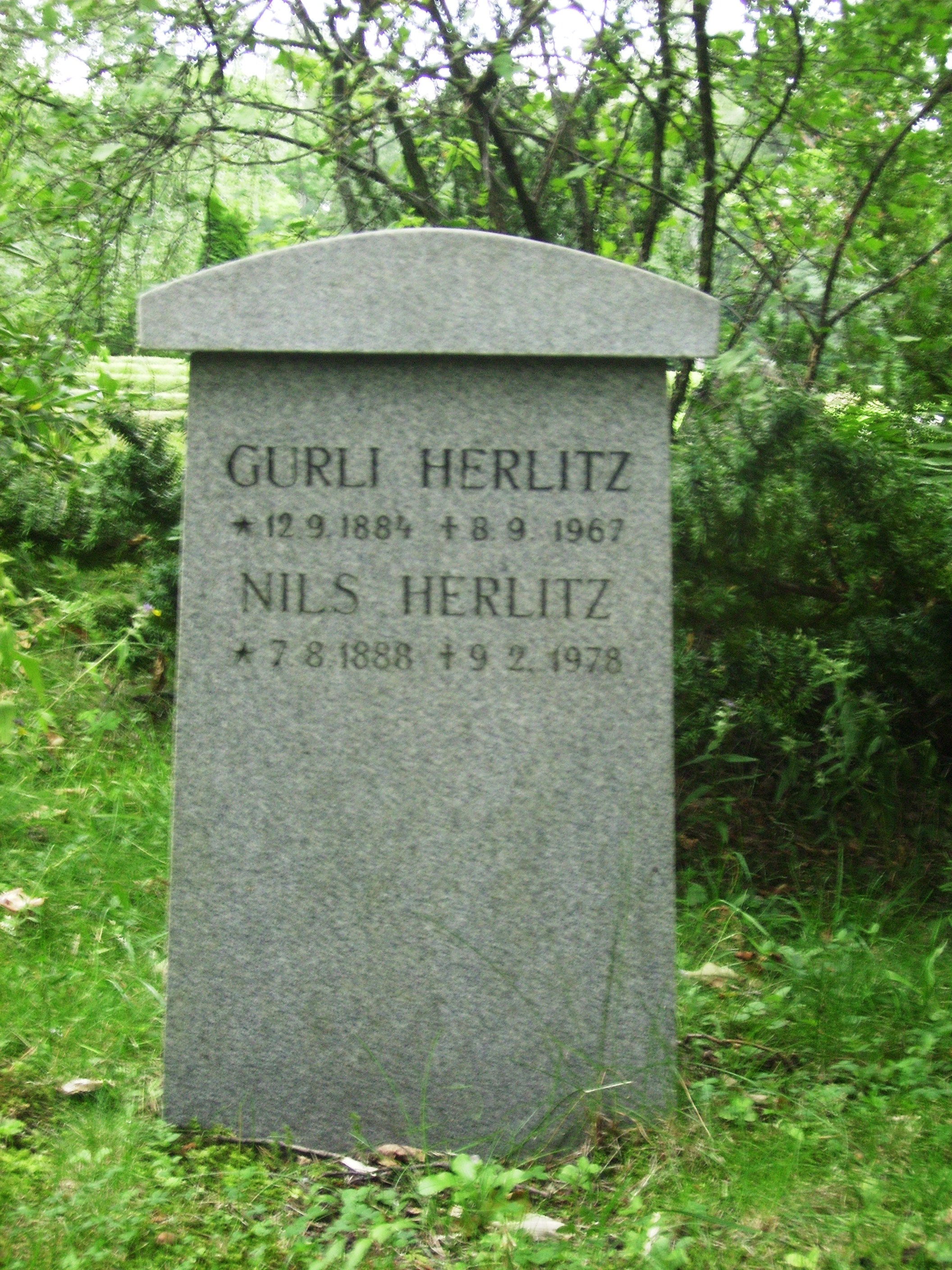
Gravvård på Djursholms begravningsplats.

Nils Herlitz, född 7 augusti 1888 i Hedvig Eleonora församling, Stockholms stad, död 9 februari 1978 i Täby församling, Stockholms län, var en svensk historiker, jurist och politiker (h).

## Biografi
Herlitz disputerade för filosofie doktorsgrad vid Uppsala universitet 1916 och blev samma år docent i historia där. 1920 övergick han till Stockholms högskola och blev där 1925 docent i förvaltningsrätt.
Herlitz var 1927–1955 professor i statsrätt, förvaltningsrätt och folkrätt vid Stockholms högskola. Han var som riksdagsman ledamot av Sveriges riksdags första kammare 1939–1955, invald i Stockholms läns och Uppsala läns valkrets. Han var även landstingsman (från 1935) i Stockholms läns landsting. Han var delaktig i bildandet av Stads- och kommunhistoriska institutet, för vilken han var föreståndare 1919–1927.
Herlitz skrev bland annat Från Thorn till Altranstädt: studier över Carl XII:s politik 1703–1706 (1916), Utredning angående vissa spörsmål rörande städernas domstolsväsen (1923), Om lagstiftning genom samfällda beslut av konung och riksdag (1926–1930), Den svenska riksdagen (1932), ett flertal Stadshistoriska institutionens skrifter intagna uppsater med mera. Han var 1922–1924 redaktör för Karolinska förbundets årsbok och från 1922 redaktör för Nordisk tidskrift för konst, vetenskap och industri.
År 1922 invaldes Herlitz som ledamot av Samfundet för utgivande av handskrifter rörande Skandinaviens historia, 1953 blev han ledamot av både Kungliga Vetenskapsakademien och Finska Vetenskapsakademien och 1954 invaldes han i Vitterhetsakademien. Han avled 1978 och är begraven på Djursholms begravningsplats.
Nils Herlitz var son till Karl Herlitz, bror till Ingeborg Herlitz och Ivar Herlitz, far till Carl Herlitz och farfar till Gunilla Herlitz.

## Utmärkelser
- Kommendör med stora korset av Nordstjärneorden, 21 november 1963.[14]

## Tryckta skrifter
En "Förteckning över Nils Herlitz' skrifter 1907–1954" upprättades av Gerd Bodman och trycktes i Festskrift tillägnad Nils Herlitz, 1955.